# Jurij Repe
Jurij Repe (né le 17 septembre 1994 à Kranj en Slovénie) est un joueur professionnel slovène de hockey sur glace. Il évolue au poste de défenseur.

## Biographie

### Carrière en club
Formé au HK Bled, il poursuit son apprentissage chez les équipes de jeunes du HC Oceláři Třinec en République tchèque. Il est choisi au premier tour, en trente-cinquième position par les Sea Dogs de Saint-Jean lors de la sélection européenne 2012 de la Ligue canadienne de hockey. Il part alors en Amérique du Nord et joue deux saisons dans la Ligue de hockey junior majeur du Québec. En 2014, il passe professionnel avec l'AZ Havířov dans la 1.liga tchèque. Lors de la saison 2019-2020, il joue dans l'Extraliga slovaque avec le HC Košice après une saison dans la Metal Ligaen chez le Herning Blue Fox.

### Carrière internationale
Il représente la Slovénie au niveau international. Il prend part aux sélections jeunes. Il participe aux Jeux olympiques d'hiver de 2018.

## Statistiques
| Saison    | Équipe                 | Ligue              |    | Saison régulière | Saison régulière | Saison régulière | Saison régulière | Saison régulière |   | Séries éliminatoires | Séries éliminatoires | Séries éliminatoires | Séries éliminatoires | Séries éliminatoires |
| Saison    | Équipe                 | Ligue              | PJ | B                | A                | Pts              | Pun              | PJ               | B | A                    | Pts                  | Pun                  |                      |                      |
| 2012-2013 | Sea Dogs de Saint-Jean | LHJMQ              | 38 | 3                | 8                | 11               | 46               | 4                | 1 | 0                    | 1                    | 0                    |                      |                      |
| 2013-2014 | Sea Dogs de Saint-Jean | LHJMQ              | 49 | 7                | 13               | 20               | 51               | -                | - | -                    | -                    | -                    |                      |                      |
| 2014-2015 | AZ Havířov             | 1.liga             | 41 | 1                | 6                | 7                | 40               | 4                | 0 | 0                    | 0                    | 6                    |                      |                      |
| 2014-2015 | HC Oceláři Třinec      | Extraliga tchèque  | 1  | 0                | 0                | 0                | 0                | -                | - | -                    | -                    | -                    |                      |                      |
| 2015-2016 | Rytíři Kladno          | 1.liga             | 39 | 7                | 13               | 20               | 34               | 6                | 0 | 1                    | 1                    | 6                    |                      |                      |
| 2015-2016 | HC Oceláři Třinec      | Extraliga tchèque  | -  | -                | -                | -                | -                | 2                | 0 | 0                    | 0                    | 2                    |                      |                      |
| 2016-2017 | Rytíři Kladno          | 1.liga             | 41 | 1                | 4                | 5                | 53               | 11               | 0 | 0                    | 0                    | 4                    |                      |                      |
| 2017-2018 | Rytíři Kladno          | 1.liga             | 31 | 1                | 9                | 10               | 20               | 4                | 0 | 0                    | 0                    | 2                    |                      |                      |
| 2017-2018 | Rytíři Kladno          | Qualification      | -  | -                | -                | -                | -                | 12               | 0 | 2                    | 2                    | 14                   |                      |                      |
| 2018-2019 | Herning Blue Fox       | Metal Ligaen       | 34 | 2                | 3                | 5                | 26               | 5                | 0 | 0                    | 0                    | 2                    |                      |                      |
| 2019-2020 | HC Košice              | Extraliga slovaque | 44 | 5                | 7                | 12               | 34               | -                | - | -                    | -                    | -                    |                      |                      |
| 2020-2021 | HK Poprad              | Extraliga slovaque | 15 | 0                | 0                | 0                | 8                | -                | - | -                    | -                    | -                    |                      |                      |
| 2020-2021 | HC Frýdek-Místek       | 1.liga             | 17 | 3                | 4                | 7                | 16               | -                | - | -                    | -                    | -                    |                      |                      |